# Кишава
Кишава (мкд. Кишава) је насеље у Северној Македонији, у јужном делу државе. Кишава припада општини Битољ.

## Географија
Насеље Кишава је смештено у крајње јужном делу Северне Македоније, близу државне границе са Грчком (3 km јужно од насеља). Од најближег већег града, Битоља, насеље је удаљено 18 km јужно.
Кишава се налази у југозападном делу Пелагоније, највеће висоравни Северне Македоније. Насеље је смештено југозападно од поља, на источним падинама планине Баба. Надморска висина насеља је приближно 860 метара.
Клима у насељу је планинска због знатне надморске висине.

## Становништво
Кишава је према последњем попису из 2021. године имала 185 становника.
| Национални састав према попису из 2021.‍ | Национални састав према попису из 2021.‍ | Национални састав према попису из 2021.‍ | Национални састав према попису из 2021.‍ | Национални састав према попису из 2021.‍ |
| --------------------------------------- | --------------------------------------- | --------------------------------------- | --------------------------------------- | --------------------------------------- |
|                                         |                                         |                                         |                                         |                                         |
| Албанци                                 | Албанци                                 |                                         | 169                                     | 91,3%                                   |
| непописани                              | непописани                              |                                         | 16                                      | 8,6%                                    |

Већинска вероисповест је ислам.